# 鶴見町 (大分県)
鶴見町（つるみまち）は、かつて大分県の南東部、九州最東端にあった町。
2005年3月3日に鶴見町を含む南海部郡5町3村は佐伯市と合併し、新たな佐伯市となった。

## 地理

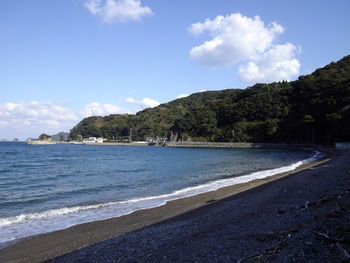
鶴見半島

- 島：大島、八島
- 半島：鶴見半島

## 歴史
- 1955年（昭和30年）3月31日 - 西中浦村、中浦村、東中浦村の合併により鶴見村となる。
- 1961年（昭和36年）2月11日 - 町制施行により鶴見町となる。
- 2005年（平成17年）3月3日 - 佐伯市と南海部郡5町3村が新設合併し、新たな佐伯市が誕生。

## 行政
- 町長：佐野優（1999年 - 2005年）

## 経済

### 一村一品
平松守彦元大分県知事が提唱した「一村一品運動」で、以下の特産品が鶴見町の「一村一品」に指定されていた。
- 干魚
- 活魚
- マリンレモン
- 鯛波夢（ハム）
- 豊の活ぶり
- 鶴見の磯塩

### 一村一魚
- 豊の活ぶり
- 活魚

## 姉妹都市・提携都市

### 国内
- 湯布院町（大分県） - 1987年11月姉妹町提携

## 地域

### 教育

#### 中学校
- 鶴見町立鶴見中学校
- 鶴見町立大島中学校

#### 小学校
- 鶴見町立吹小学校
- 鶴見町立松浦小学校
- 鶴見町立中浦小学校
- 鶴見町立大島小学校

## 交通

### 鉄道
町内を鉄道路線は通っていない。最寄り駅は、JR九州日豊本線佐伯駅。

### 道路

#### 県道
- 一般県道
  - 大分県道604号梶寄浦佐伯線
  - 大分県道615号松浦米水津線

## 名所・旧跡・観光スポット・祭事・催事

### 祭り
- 鶴見町豊魚祭

### スポーツ大会
- 男の港マラソン

### 観光スポット
- ミュージアムパーク鶴御崎
- ミュージアムパーク丹賀
- 豊後水道海事資料館
- 渡り鳥館

## 出身有名人
- 井脇ノブ子（政治家）